# Legenda o medvjedu
Legenda o medvjedu (engl. Brother Bear) američki je animirani film Walt Disney Feature Animationa iz 2003. godine, ovo je 44. Disneyjev klasik. Film je treći i posljednji Disneyjev animirani film u produkciji Studio Feature Animationa iz studija Disney-MGM u Orlandu na Floridi; studio je ugašen u ožujku 2004., nedugo nakon izlaska tog filma, u korist računalno animiranih filmova. Film je dobio mješovite i negativne kritike, a nominiran je i za najbolji animirani igrani film na 76. dodjeli Oscara, izgubivši od Pixarova filma Potraga za Nemom. Zaradio je 250 milijuna dolara u odnosu na proračun od 46 milijuna.
Film je u Hrvatskoj prikazan u kinima 8. travnja 2004. godine.

## Radnja
Na Aljaski nakon ledenog doba ondašnja su plemena vjerovala da su sva stvorenja stvorena pomoću Velikih duhova, za koje se kaže da se pojavljuju u obliku polarne svjetlosti. Trojica braće, Kenai, Denahi i Sitka, vraćaju se u svoje pleme da bi najmlađi brat, Kenai, primio svoj totem, ogrlicu u obliku različitih životinja koje simboliziraju ono što mladići moraju postići da bi se nazvali muškarcima. Za razliku od Sitke koji ima orla vodstva i Denahija koji ima vuka mudrosti, Kenai dobiva medvjeda ljubavi. Nezadovoljan totemom, navodi da su medvjedi bezosjećajne zvijeri. Njegove se predrasude obistine kad im medvjed ukrade košaru s lososima jer Kenai nije dovoljno čvrsto i visoko svezao košaru za drvo. Kenai i njegova braća progone medvjeda, ali borba završava na vrhu ledenjaka tijekom koje Sitka daje svoj život da bi spasio svoju braću izlamanjem ledenjaka iako medvjed preživljava pad. Nakon Sitkina sprovoda Kenai okrivljuje medvjeda za Sitkinu smrt, a Denahi ga neuspješno odgovara od njegova nauma da ga ubije. Kenai odbacuje svoj totem i krene u lov na medvjeda, kojeg progoni na stjenovitu liticu, bori se s njim i na kraju ga ubija. Duhovi predaka, predvođeni Sitkinim duhom u obliku bjeloglavog orla, stižu i pretvaraju Kenaija u medvjeda nakon što tijelo mrtvog medvjeda ispari i pridruži im se. Denahi dolazi, ali prekasno. Uvjeren da je Kenaija ubio medvjed nakon što su od njega ostali samo koplje i rastrgani komadi odjeće, zavjetuje se da će osvetiti Kenaija.
Nakon što je Kenai te noći pao s litice niz brzace, preživljava i ozdravlja ga Tanana, šamanica njegova plemena. Iako ne razumije Kenaijev medvjeđi jezik, savjetuje mu da pođe na planinu da bi pronašao Sitku i povratio svoj ljudski oblik, ali samo kad se pokaje za svoje postupke; ona nestane bez objašnjenja. Kenai brzo otkriva da razumije jezik životinja i upoznaje dvojicu braće losova, Rutta i Tukea. Nakon što ih neuspješno pokuša uvjeriti da je čovjek pretvoren u medvjeda, odluči krenuti sǎm na put. Ubrzo upada u zamku, no oslobađa ga simpatični, ali pretjerano pričljivi medvjedić Koda. Nailazi Denahi koji, nesvjestan da je Kenai promijenio oblik, pokuša ubiti Kenaija, zbog čega se Kenai sakrije s Kodom ispod ledenjaka. Tad Kenai nevoljko pristaje na to da će ga Koda odvesti do planine ako ga otprati do slapova s lososima. Kako se među njima postupno razvija bratski odnos, Koda mu otkriva da se odvojio od majke. Tijekom putovanja, dok su jahali na mamutima, Kenai se povjeri Kodi o tome kako je izgubio svoga brata Sitku, ali mu kaže da ga je ubilo "čudovište" da ga ne povrijedi zato što je medvjed. No Koda, suosjećajan kakav jest, iskazuje zahvalnost Sitki što je upoznao Kenaija i priznaje da je oduvijek želio brata. Kenai je te noći dirnut Kodovom gestom dopustio da spava pokraj njega nakon što ga je prvih nekoliko noći udaljavao od sebe.
Sljedećeg jutra shvate da su se izgubili i posvađaju se. Nakon što su se obojica primirili, nailaze na napuštenu špilju koju su ljudi oslikali prikazima raznih životinja kao Duhove predaka, među kojima je bio i prizor borbe lovca i medvjeda. Kodov strah od lovaca potakne Kenaija na promjenu perspektive o medvjedima kada mu je rekao da su ljudi čudovišta. Koda se, u međuvremenu, prisjeti pravog puta do slapova s lososima – trebalo je proći kroz užareno polje s gejzirima. Denahi ih drugi put pokušava uloviti, i dalje odlučan osvetiti Kenaija. Kenai ga nakratko onesposobi izazivanjem pritiska vodene pare iz zemlje i prvi nailazi na drvo koje im je poslužilo kao most preko provalije, no Koda se zbog izmaglice od pare izgubi na polju i Kenai se vraća po njega. Dok su pokušali prijeći preko provalije na drvetu, Denahi im ga počne uzmicati kopljem, ali jedva mu uspiju pobjeći. Nekoliko trenutaka poslije Denahi preskoči provaliju i pokuša se popeti uz drvo čije se korijenje još držalo za liticu, ali ono ubrzo popuca i pada s drvetom u rijeku. Kenai i Koda tada razgovaraju o zamršenom odnosu ljudi i medvjeda; Kenai je i dalje uvjeren da medvjedi napadaju ljude bez razloga, no Koda se ne slaže s njim jer je savršeno svjestan da je Denahi napao njih. Naposljetku stižu do slapova s lososima, gdje velik broj medvjeda živi kao obitelj, uključujući vođu Tuga. Kenai naposljetku prihvaća novo okruženje i svidi mu se suživot s ostalim medvjedima. Čak se i njegov odnos s Kodom produbljuje nakon što ga pred svima nazove "malim bracom". Te večeri tijekom igre pričanja priča Koda ispriča priču o svojoj majci koja se nedavno borila s lovcima na ledenjaku. Kenai ubrzo shvaća da se njegova priča poklapa s događajem koji je zadesio njega i njegovu braću. Uviđa da je medvjed kojeg je napao, a potom nakon Sitkina sprovoda progonio i ubio, bila Kodova majka. Šokiran tom spoznajom, Kenai u naletu krivnje bježi do obližnje uzvisine u osamu, shvaćajući da njegov susret s Kodom nije bila slučajnost, već sudbina.
Koda ga sljedećeg jutra pronađe shrvanog i Kenai mu tada priznaje istinu. Užasnut činjenicom da mu je najbolji prijatelj kojeg je zavolio kao brata "čudovište", Koda bježi u šumu i sakrije se u krošnju jednog drveta da ga Kenai, koji ga očajnički pokušava moliti za oprost, ne bi sustigao. Tada Kenai, tužan i posramljen, odlazi do planine. U međuvremenu Rutt i Tuke nailaze na Kodu, osamljenog i tužnog, nakon što su ispali s mamuta i posvađali se jer je Ruttu nesretnim slučajem otpao rog. Naposljetku se pomire, potaknuvši Kodu da oprosti Kenaiju shvaćajući da su, usprkos lošem početku njihova prijateljstva, jedan drugom prirasli k srcu i bili poput braće. Kenai konačno stiže do planine. Iscrpljen i očajan, moli Sitku da se pojavi, smatrajući da više nema smisla ostati medvjedom s obzirom na to da je povrijedio Kodu. Međutim, presreće ga Denahi i Kenai se ponovno pokušava obraniti od njegove osvetoljubivosti, ali njihovu bitku prekida Koda, koji ukrade Denahijevo koplje. Misleći da će ga ubiti, Kenai se žrtvuje za Kodu na isti način kako je to učinila Kodova majka, potaknuvši Sitku da se pojavi i pretvori ga natrag u čovjeka, na veliko iznenađenje Denahija i Kode. Međutim, nakon što shvati da ga Koda treba jer je ostao bez majke, Kenai zatraži Sitku, uz Denahijevu podršku, da ga ponovno pretvori u medvjeda, i naposljetku mu udovolji. Koda se nakratko susreće s duhom svoje majke, prije nego što se ona i Sitka vrate među Duhovima na polarnoj svjetlosti. Na kraju Kenai odluči živjeti s Kodom i ostalim medvjedima, ali prije toga, na ceremoniji svojega plemena gdje je Tanana postavila Denahija za novog šamana, stječe svoju titulu muškarca zahvaljujući tome što je sazrio gledajući svijet očima medvjeda.

## Kritike
Film je dobio uglavnom mješovite kritike. Kritičari su hvalili animaciju, ali kritizirali priču. Roger Ebert napisao je: "Ne očarava poput Kralja lavova ili Potrage za Nemom; više je simpatičan nego uzbudljiv. Roditelji i njihova djeca mogu se s tim filmom poistovjetiti na različite načine – odrasli sa selidbom duše čovjeka u tijelo zvijeri, a djecu će zanimati avanturistički dijelovi." Todd McCarthy film je nazvao osrednjim ostvarenjem s likovima i pripovjedačkim stilom koji ne izazivaju veliko zanimanje te da je priča preozbiljna za djecu. Drugi su kritičari pak hvalili bogatu i protočnu vizualnost iako nedostaje svježeg dramskog pristupa filmu.

## Glasovi
| Uloge                    | Originalna verzija    | Hrvatska verzija               |
| ------------------------ | --------------------- | ------------------------------ |
| Kenai                    | Joaquin Phoenix       | Franjo Dijak                   |
| Koda                     | Jeremy Suarez         | Tin Rožman                     |
| Denahi                   | Jason Raize           | Marko Makovičić                |
| Rudi                     | Rick Moranis          | Edo Maajka                     |
| Bobi                     | Dave Thomas           | Davor Gobac                    |
| Sitka                    | D.B. Sweeney          | Franjo Kuhar                   |
| Tanana                   | Joan Copeland         | Neda Bajsić                    |
| Tug                      | Michael Clarke Duncan | Željko Vukmirica               |
| Stari Denahi/Pripovjedač | Harold Gould          | Zlatko Crnković                |
| Ovan #1                  | Paul Christie         | Ranko Zidarić                  |
| Ovan #2                  | Daniel Mastrogiorgio  | Filip Šovagović                |
| Stara medvjedica         | Estelle Harris        | Jadranka Krajina               |
| Zaljubljeni medvjed      | Greg Proops           | Ivan Glowatzky                 |
| Zaljubljena medvjedica   | Pauley Perrette       | Ivana Babić                    |
| Igor                     | Darko Cesar           | Robert Šantek                  |
| Vjeverice                | Bumper Robinson       | Renata Škudar Zvonko Pamuković |

## Pjesme
Ponukani uspjehom glazbe i pjesama za Tarzana, producenti su ponovno pozvali pjevača i tekstopisca Phila Collinsa i filmskog skladatelja Marka Mancinu na suradnju. Osim što je napisao 5 pjesama za film, Collins je manjim udjelom pridonio soundtracku Marka Mancine. Pjesma "Look Through My Eyes" bila je promotivni singl i video-spot s Collinsom i njegovim bendom u studiju uz isječke iz filma. Za scenu pretvorbe Kenaija u medvjeda, Collins je snimio pjesmu "Transformation" u svojoj verziji, ali za film je snimljena verzija s Bugarskim ženskim zborom koji pjeva inuitskim jezikom te je bilo odlučeno da će upravo ta verzija biti ubačena u film. Također je snimio svoju verziju pjesme "Great Spirits" koja se može kratko čuti samo u kino-najavi, a za film je snimljena verzija s drugačijim tekstom u kojoj pjeva Tina Turner. Prije nego što je nastala pjesma "Welcome", snimljena je pjesma "Fishing Song". Nažalost, nije se pokazala upečatljivom pa je Collins napisao "Welcome", također u svojoj verziji i drugačijim tekstom nego što je u filmu kada pjevaju Blind Boys of Alabama uz kratku pojavu Collinsa. Zanimljivo je da je posljednja pjesma u filmu "No Way Out" prva koju je Collins napisao nedugo nakon što je prihvatio ponudu da napiše pjesme za film. U video-spotu je najprije sâm u svojoj sobi s pogledom na pašnjake, a potom u unutrašnjosti napuštene tvornice s pratećim vokalima iz svog benda popraćeno isječcima iz zadnje petine filma. Neki smatraju da pjesma za vrijeme Kenaijevog priznanja za umorstvo Kodove majke guši dijalog koji je trebao biti emocionalni preokret u radnji. Naime, iz te scene izbačen je dio u kojem Kenai u trećem licu prepričava Kodi kako se pretvorio u medvjeda, da bi mu potom priznao da je ubio medvjeda te da nije znao da je to bila Kodova majka. Redatelji filma su odlučili skratiti i objediniti tu scenu s pjesmom u jednom kadru dok kamera kruži iznad Kenaija i Kode jer su se bojali da će verzija s dijalogom, iako u "pencil-test" animaciji likova, biti premračna i preozbiljna za djecu.
| Originalni naslov Great Spirits On My Way Welcome No Way Out Great Spirits (Reprise) Look Through My Eyes (odjavna pjesma) | Hrvatski naslov i izvođač Duhovi naših predaka - Jelena Radan Na put, na put - Mislav Ivaci i Oliver Dragojević Dobro došli - New Swing Quartet i Oliver Dragojević Tonem u mrak - Oliver Dragojević Duhovi naših predaka (Repriza) - Jelena Radan - |

## Legenda o medvjedu 2 (2006)
U nastavku izdanom za kućno video izdanje, radnja se odvija 6 mjeseci nakon radnje iz prvog filma. Nakon zimskog sna, Kenai i Koda provode vremena zajedno kao braća. Njihov bratski život uskoro će poremetiti Kenaijeva prijateljica iz djetinjstva Nita, koja se zbog tajanstvene moći amuleta, kojeg joj je Kenai poklonio kad su bili djeca, ne može udati za mladoženju iz drugog sela. Nakon što joj šamanica podari sposobnost komunikacije sa životinjama, Nita pronađe Kenaija i oni kreću na put prema slapovima Hokani prije početka ekvinocija kako bi ondje spalili amulet i raskinuli duhovnu vezu. Kako se ponovno zbližavaju, Koda s vremenom ostaje zapostavljen i pomisli da će se Kenai vratiti u ljudski oblik kako bi bio sretan s Nitom. Međutim, Kenai ne želi napustiti Kodu, ali shvaća da voli Nitu. Nita na kraju odlučuje postati medvjedicom kako bi svi troje postali medvjeđa obitelj, ponajviše zbog Kode jer je još mladunče.

## Unutarnje poveznice
- Disneyjevi klasici

## Vanjske poveznice
- Legenda o medvjedu u internetskoj bazi filmova IMDb-a
- Legenda o medvjedu na Rotten Tomatoes
- Legenda o medvjedu na Box Office Mojo
- Brother Bear Online Archive